# Llama III-A

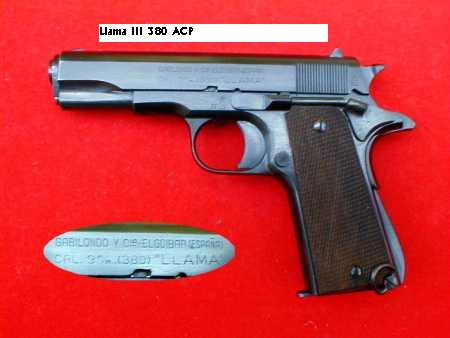
Llama III

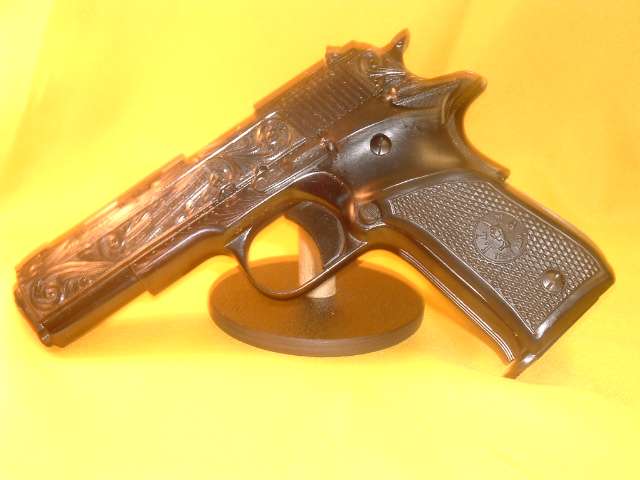
Llama III-A Gravé

Le Llama III, et ses améliorations le Llama « especial » et le Llama III-A, sont un pistolet semi-automatique à simple action, produit de 1936 à 1997 par l'entreprise espagnole Gabilondo y Cía..
L'arme est basée sur le Colt M1911. Elle fonctionne selon le système culasse non calée. De calibre .380 ACP, c'est l'un des grands succès de la marque. Le pistolet est produit de 1936 jusqu'en 1954 pour le Llama III et de 1954 à 1997 pour le Llama III-A, date à laquelle il est remplacé par le Llama Micro-max. 
Une version du pistolet Llama III est en dotation dans certains services administratifs espagnols, cette série identique visuellement est appelée Llama « especial » et son fonctionnement est un système browning à biellette. Le Llama III-A est, quant à lui, destiné au marché civil. La différence entre les deux armes est minime, une bande ventilée, des plaquettes en plastique, un indicateur de chargement, une hausse réglable en dérive pour le Llama III-A. Discret grâce à un encombrement réduit, la munition utilisée limite l'efficacité de l'arme à une fonction d'auto-défense. Cette arme est très prisée des services de sécurité et policiers espagnols.

## Caractéristiques
- Calibre : .380 ACP[1]
- Munition : 9 mm court
- Alimentation : chargeur de sept cartouches
- Masse (arme) : 652 g[1]
- Longueur (arme) : 160 mm[1]
- Hauteur (arme) : 110 mm
- Épaisseur (arme) : 27 mm
- Longueur (canon) : 86 mm
- indicateur de chargement : Oui (pour le Llama III-A)